# Маслова, Гали Семёновна
Гали Семёновна Ма́слова (10 марта 1904, Казань — 14 декабря 1991, Москва) — советский историк и этнограф, доктор исторических наук (1963). Ведущий научный сотрудник ИЭ АН СССР. Лауреат Государственной премии СССР в области науки и техники (1981).

## Биография
Родилась 10 марта 1904 года в городе Казань, в семье студента Казанского университета и в будущем учёного-экономиста Семёна Леонтьевича Маслова.
В 1921 году окончила Московскую трудовую школу № 26 второй ступени. В 1924 году окончила отделения языка и литературы факультета общественных наук Московского государственного университета.
С 1924 по 1935 годы работала практиканткой и научным сотрудником в этнологический подотдел Музея Центрально-Промышленной области. Учителями Г. С. Масловой в музее были В. В. Богданов, Б. А. Куфтин и С. П. Толстов, ставшие её первыми научными наставниками. Г. С. Маслова сначала специализировалась в области русской этнографии, с 1928 года увлеклась изучением национальных меньшинств. В 1951 году Г. С. Маслова защитила кандидатскую диссертацию на тему: «Народный орнамент верхневолжских карел», эта работа явилась заметным вкладом в советское финноугроведение.
Помимо основной деятельности Г. С. Маслова с 1928 по 1930 годы была —секретарём Этнологической секции Общества Изучения Московского края, а с 1933 года — заведующей Секцией изучения национальных меньшинств Московской области.
С 1935 года Г. С. Маслова работала научным сотрудником Сектора Севера и Сибири и Отдела Карело-Финской ССР, с 1944 по 1948 годы — заведующая Русским отделом в Музее народов СССР. Здесь она в разное время участвовала в создании экспозиций «Народы Севера», «Народы Карело-Финской ССР», «Русская народная одежда».
В 1943 году Г. С. Маслова поступает в аспирантуру Института этнографии АН СССР и в 1946 году, после её окончания, зачисляется на должность — младшего научного сотрудника сектора славяно-русской этнографии и фольклора. В 1954 году ей было присвоено ученое звание — старшего научного сотрудника. В 1963 году Г. С. Маслова защитила докторскую диссертацию на тему: «Народная одежда русских, украинцев и белорусов в XIX — начале XX века». В 1980 году — ведущий научный сотрудник-консультант Отдела русского народа ИЭ АН СССР.
Особенно велик вклад Г. С. Масловой в разработку типологии и картографирования материальной культуры русских. Всеобщее признание получила предложенная ею типология русской народной одежды, в основу которой было положено изучение развития покроя. Первая работа в этом направлении — «Русская крестьянская одежда XIX — начале XX века» — была выполнена для историко-этнографического атласа «Русские», где она сопровождалась серией этнографических карт. Количественный показатель, введенный в эти карты, дал авторам возможность наглядно представить русскую крестьянскую одежду в её историческом развитии. Второй по времени выполнения, но опубликованной значительно раньше работой Г. С. Масловой, развивающей исследование типологии народной одежды, была ставшая настольной книгой этнографов-славистов работа «Народная одежда русских, украинцев и белорусов в XIX — начале XX века». Завершает разработку этой темы, ставшей главной в исследованиях Г. С. Масловой — монография «Народная одежда в восточнославянских традиционных обычаях и обрядах XIX — начале XX века».

## Основные труды
- Маслова Г. С. Народный орнамент верхневолжских карел. - Москва : Изд-во Акад. наук СССР, 1951 г. — 139 с. - (Труды Института этнографии им. Н. Н. Миклухо-Маклая. Новая серия / Акад. наук СССР; Т. 11).
- Маслова Г. С.  Проблемы и методы изучения материальной культуры [Текст] : (Опыт работы советских ученых) / Г. С. Маслова. - Москва : Наука, 1964 г. — 9 с. - (Доклады/ VII Междунар. конгресс антропол. и этногр. наук (Москва, авг. 1964 г.); 133).
- Маслова Г. С. Орнамент русской народной вышивки как историко-этнографический источник. - Москва : Наука, 1978 г. — 207 с.
- Маслова Г. С. Народная одежда в восточнославянских традиционных обычаях и обрядах XIX - начала XX в. / Г. С. Маслова. - Москва : Наука, 1984 г. — 216 с.

## Награды
- Государственная премия СССР в области науки и техники (1981 — «за монографию Современные этнические процессы в СССР (1977)»)

## Ссылка
- Маслова Гали Семеновна. Путеводитель по русским ремёслам. Дата обращения: 2 апреля 2020.
- Маслова Гали Семеновна. Дата обращения: 2 апреля 2020.